# 花棘蛙
花棘蛙（学名：Rana maculosa）为赤蛙科赤蛙屬的两栖动物，是中国的特有物种。分布于云南等地，一般栖息于山溪。其生存的海拔范围为1800至2100米。该物种的模式产地在云南景东。